# Giappone ai Giochi della XXIII Olimpiade
Il Giappone partecipò ai Giochi della XXIII Olimpiade, svoltisi a Los Angeles, Stati Uniti, dal 28 luglio al 12 agosto 1984, con una delegazione di 226 atleti impegnati in ventidue discipline.

## Medaglie
| Medaglia | Nome          | Sport      | Evento                              |
| -------- | ------------- | ---------- | ----------------------------------- |
| Oro      | Kōji Gushiken | Ginnastica | Individuale maschile a corpo libero |

## Risultati

### Pallanuoto
| Atleta | Classifica |                     |
| --- | --- | ------------------- |
| V · D · M Nazionale maschile giapponese di pallanuoto · Giochi olimpici - Los Angeles 1984 Fujita • Y. Saito • Fujimori • Kai • Taima • Houki • Fukumoto • Miyahara • Nagata • Wakayoshi • H. Saito • Yamasaki • Oura · CT : - | 11° |                     |
| Nazionale maschile giapponese di pallanuoto · Giochi olimpici - Los Angeles 1984 | |                     |
| Fujita • Y. Saito • Fujimori • Kai • Taima • Houki • Fukumoto • Miyahara • Nagata • Wakayoshi • H. Saito• Yamasaki • Oura · CT: -                                                                                              | Fujita • Y. Saito • Fujimori • Kai • Taima • Houki • Fukumoto • Miyahara • Nagata • Wakayoshi • H. Saito• Yamasaki • Oura · CT: - | Giappone (bandiera) |